# Ohniváček černočárný
Ohniváček černočárný (Lycaena dispar, (Haworth, 1803)) je motýl z čeledi modráskovitých (Lyceanidae). Tento druh patří mezi největší ohniváčky v České republice.

## Popis

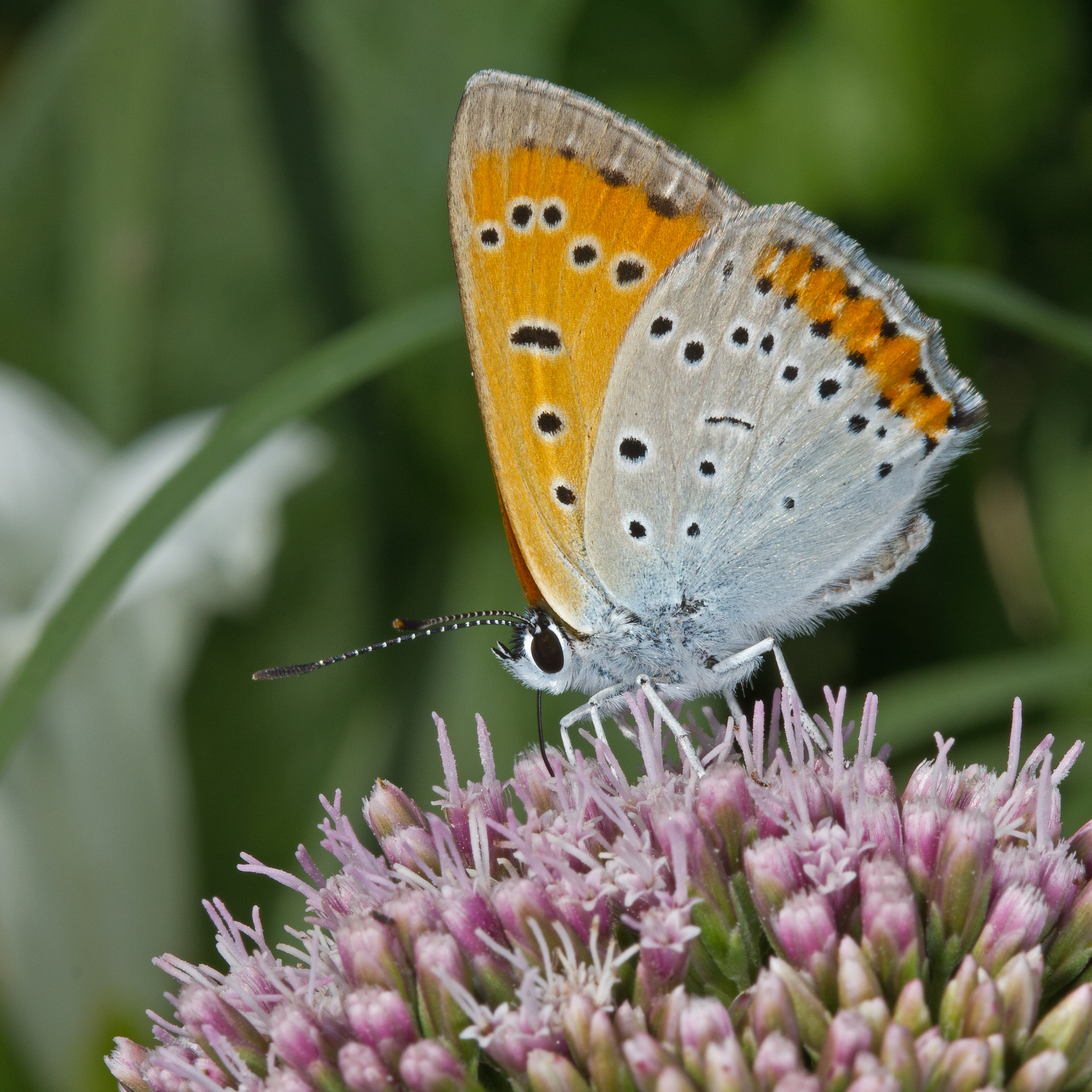
ohniváček sedící na sadci

Délka předních křídel ohniváčka se pohybuje v rozmezí 28-42 mm. Přední křídla samce jsou ohnivě červená a mají černou skvrnu na horním křídle. Podobný druh ohniváček celíkový (Lycaena virgaureae) tuto skvrnu nemá. Samice je také ohnivě červená, na líci má několik hnědých až černých skvrn. Samci mají červenou barvu ohraničenou černým lemem po celé délce křídel, u samic je tento lem širší a může být hnědý až černý. Třásně jsou bílé. Zadní křídla mají zespodu široký oranžový lem a zřetelné černé skvrny s bílým ohraničením na šedavém podkladu. Horní křídla zespodu mají také černé skvrny na žlutém až oranžovém podkladu. Na lemu rubu předních křídel je pouze jedna řada černých skvrn. Typická je i světle modrá barva u těla zespodu.

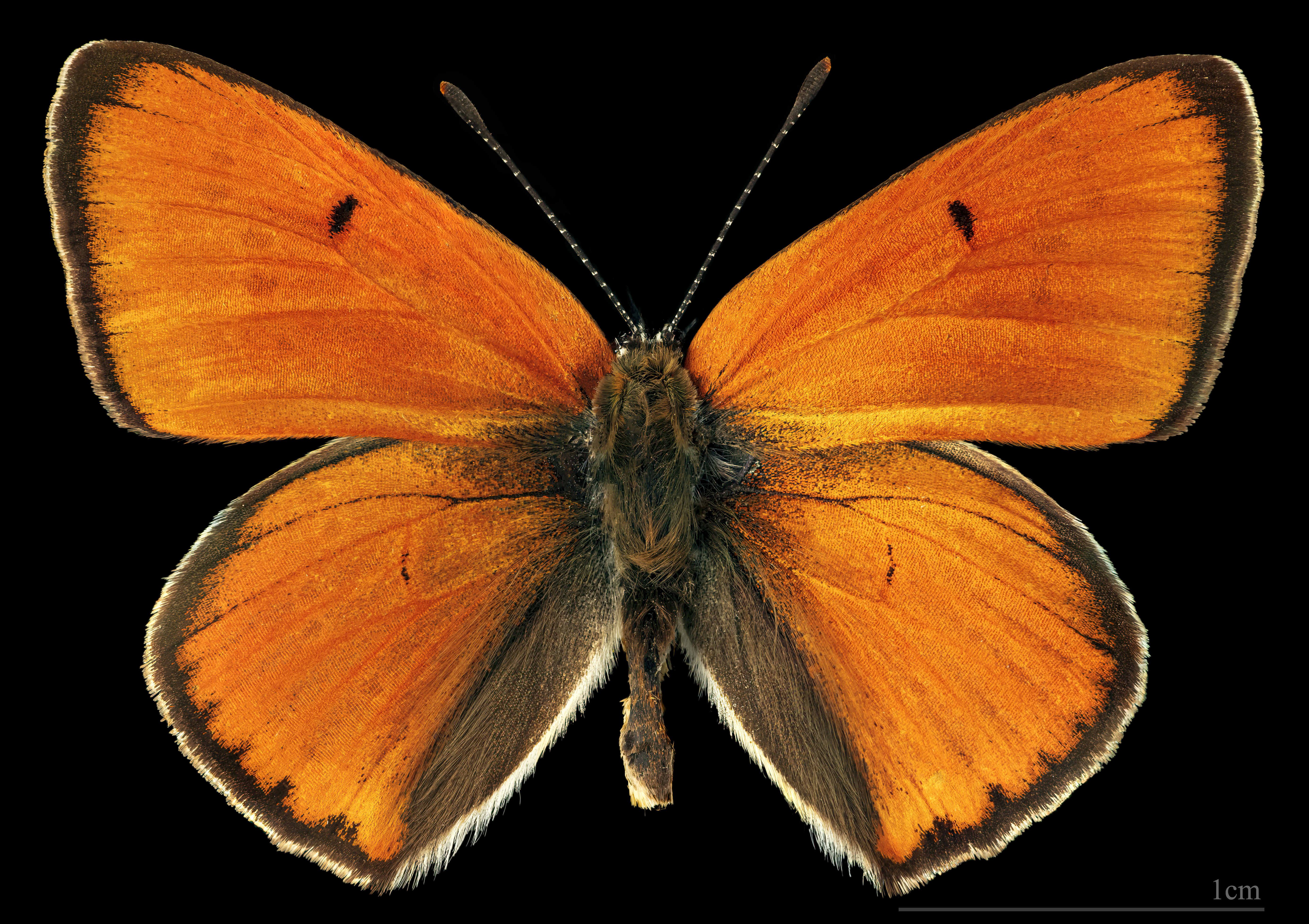
Lycaena dispar  ♂
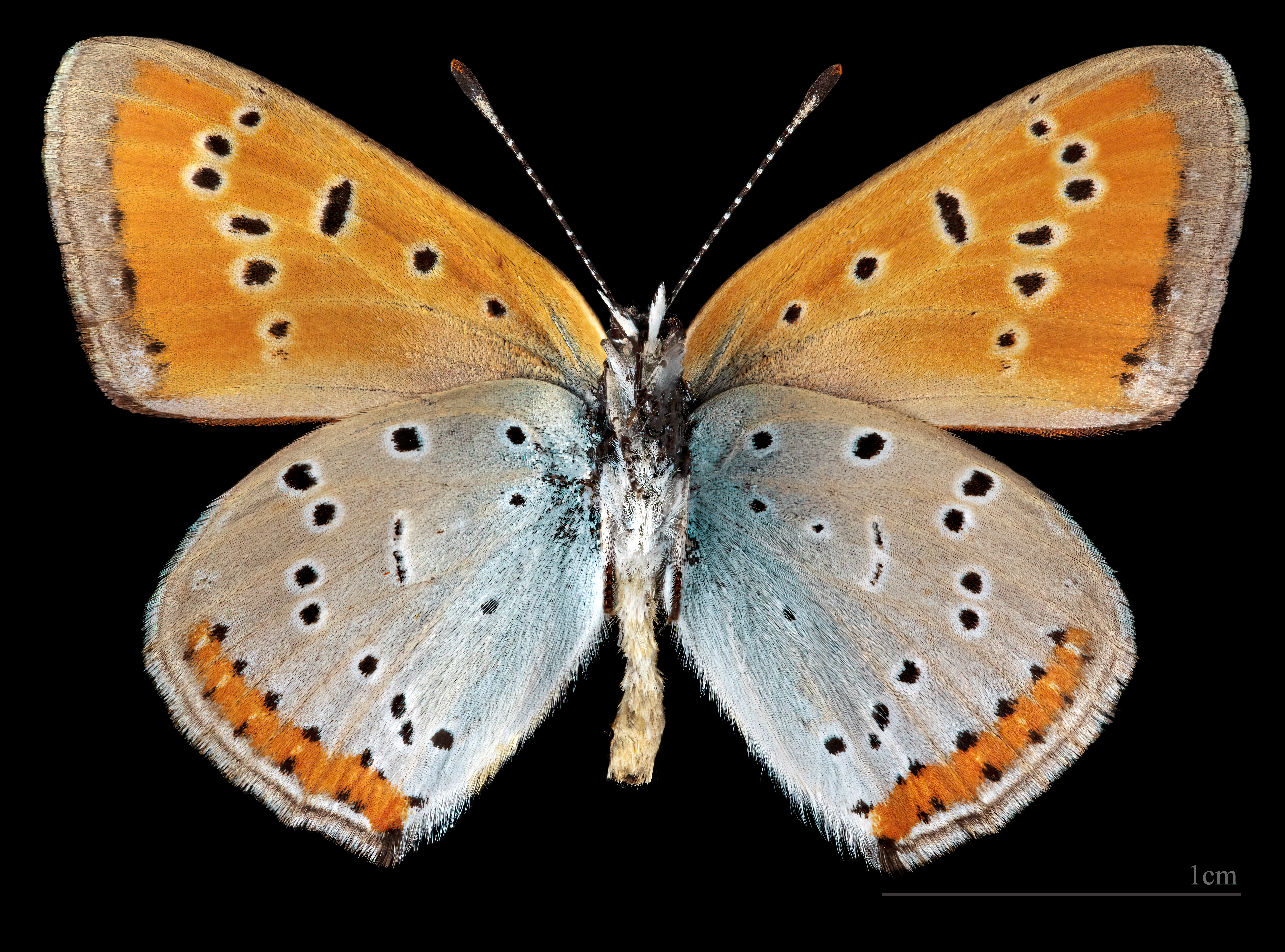
Lycaena dispar  ♂  △
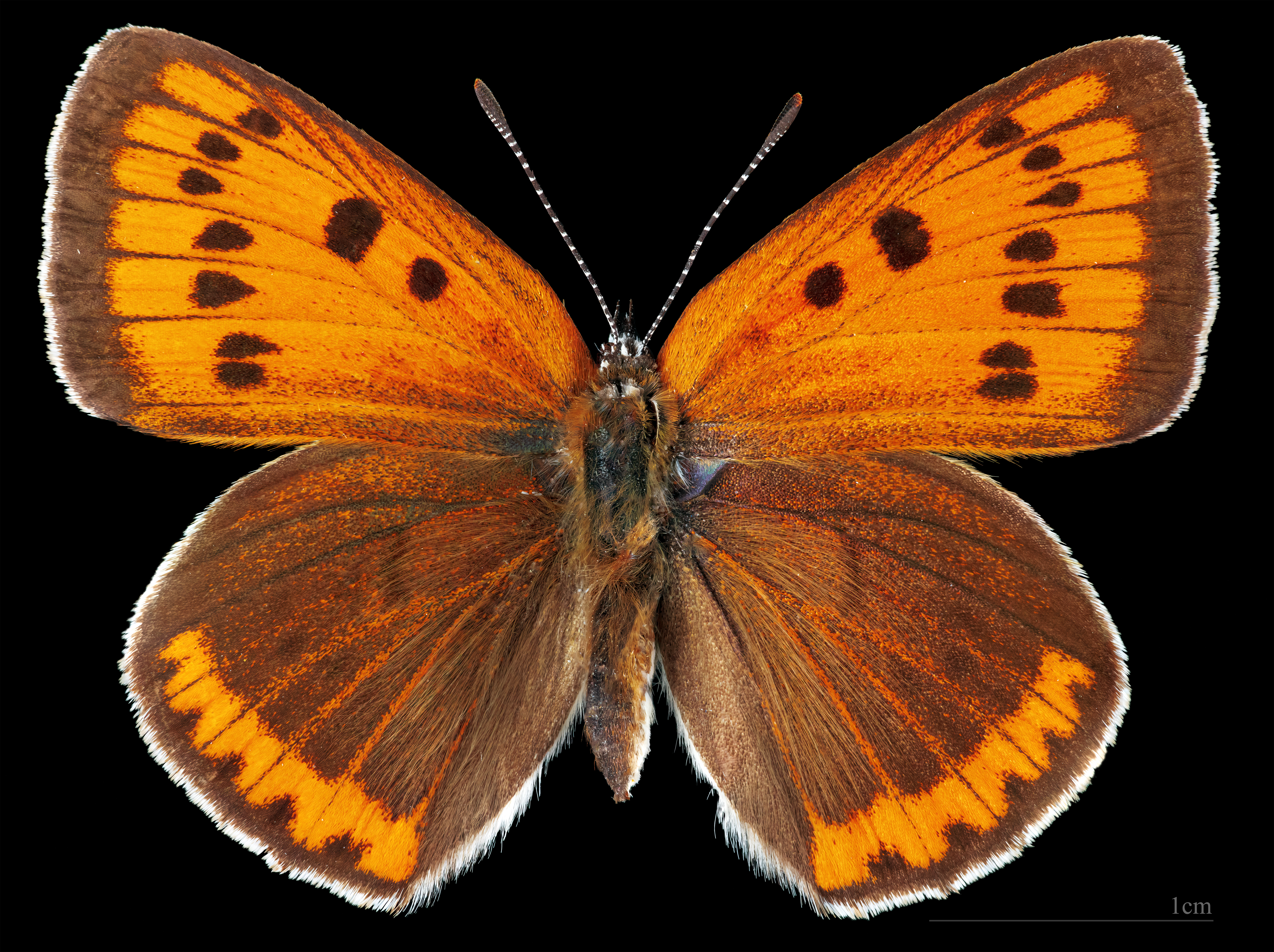
Lycaena dispar  ♀
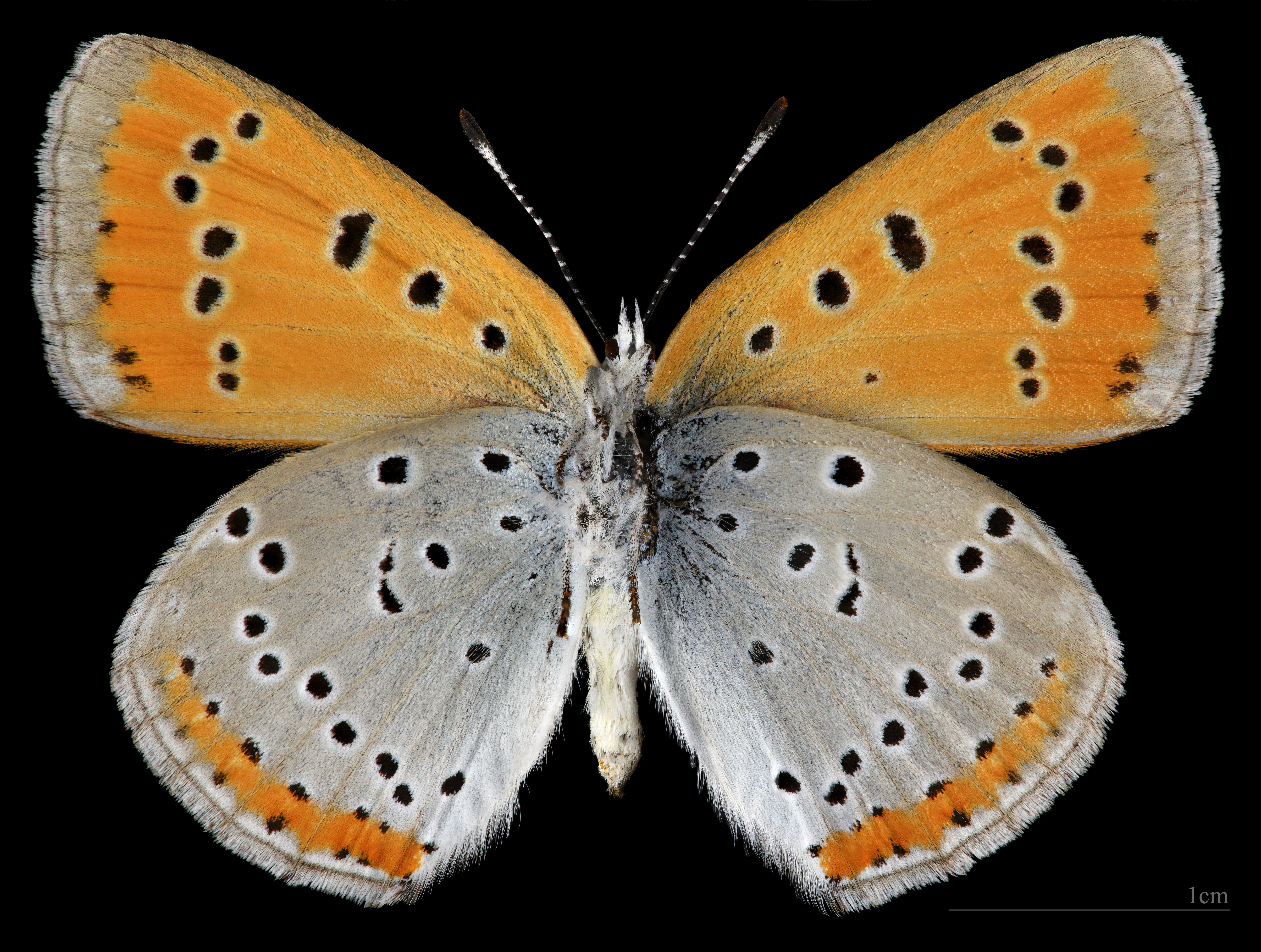
Lycaena dispar  ♀ △

### Podobné druhy
- ohniváček celíkový (Lycaena virgaureae)
- ohniváček janovcový (Lycaena thersamon)
- ohniváček modrolemý (Lycaena hippothoe)
- ohniváček černoskvrnný (Lycaena tityrus)
- ohniváček modrolesklý (Lycaena alciphron)

## Rozšíření
Eurosibiřský areál. Souvislá populace od jižní Moravy, přes evropské Rusko až po Dálný východ. Je velmi lokální na izolovaných stanovištích ve Francii, Holandsku, Itálii, Německu, Polsku a Pobaltí. V 19. století vyhynul v Anglii po zničení lokalit polním hospodářstvím. Znovu zde byl reintrodukován z Holandska. V Evropě se vyskytuje několik poddruhů.

## Výskyt v Česku
Kolem roku 2000 byl výskyt ohniváčka vázán více na jižní Moravě, odkud se dále šířil do Beskyd, Moravské brány a Nízkého Jeseníku. Dříve se druh vyskytoval na území jižních Čech, kde v první polovině 20. století vymizel. V Čechách byl znovu objeven v roce 1991, odkud se rozšířil do východních Čech až do Krkonoš. V současné době tento druh expanduje i v celé střední Evropě, pravděpodobně kvůli používání hnojiv s obsahem dusíku.

## Stanoviště
Tento motýl se vyskytuje na mezofilních, podmáčených až rašelinných loukách, v mokřadech a u okrajů vodních toků. Lze ho najít i na ruderálních stanovištích, např. nedopasky na pastvině, vyschlé strouhy, aj. Živnou rostlinou jsou druhy šťovíku (Rumex), především šťovík tupolistý (Rumex obtusifolius) a šťovík kadeřavý (Rumex crispus). Druh se váže především na nížiny, může zasahovat i do pahorkatin a vzácně do vyšších poloh.
Často si sedá na rostliny s růžovými květy jako jsou chrpy nebo sadec konopáč (Eupatorium cannabinum).

## Ochrana
V České republice je zařazen do kategorie silně ohrožených druhů podle vyhlášky č. 395/1992 Sb. Je chráněn i evropskou legislativou, kde je zařazen do soustavy NATURA 2000 jako evropsky významný druh.

## Vývoj a chování
Létá ve dvou generacích - duben až červen, červenec až září. Imágo první generace je větší než generace druhé. Vzácně může vytvářet třetí generaci v závislosti na teplotě. Housenky se živí listy šťovíku, které zespodu vyžírají. Dospělá housenka se ukrývá na rostlině a má zelenou barvu. Ke kuklení dochází při zemi nebo přímo na rostlině.